# Fledermausquartier in Klein Behnitz (Wohnhaus)
Fledermausquartier in Klein Behnitz (Wohnhaus) este o arie protejată (arie specială de conservare — SAC, sit de importanță comunitară — SCI) din Germania întinsă pe o suprafață de 0,03 ha, integral pe uscat.

## Localizare
Centrul sitului Fledermausquartier in Klein Behnitz (Wohnhaus) este situat la coordonatele 52°34′25″N 12°42′41″E / 52.5736°N 12.7114°E.

## Înființare
Situl Fledermausquartier in Klein Behnitz (Wohnhaus) a fost declarat sit de importanță comunitară în martie 2004.

## Biodiversitate
Situată în ecoregiunea continentală, aria protejată nu include niciun habitat protejat.
La baza desemnării sitului se află o specie protejată de  mamifere: liliac comun (Myotis myotis).